# スタン・スタージャック
スタン・スタージャック（Stan "The Man" Stasiak、本名：George Stipich、1937年4月13日 - 1997年6月19日）は、カナダ・ケベック州出身のプロレスラー。第5代WWWFヘビー級王者。
ヒールのラファイターとして活躍し、日本では、その風貌から「狼男」などの異名を付けられた。息子のショーン・スタージャックも元プロレスラーであり、WWEやWCWで活動した。
リングネームの読みは「ステイジアック」が原音に近いが、本項では日本で定着している表記を使用する。

## 来歴
少年時代からアイスホッケー、ボクシング、レスリングなどのスポーツで活動し、モントリオール地区のスターだったユーボン・ロバートにスカウトされたという。1958年のデビュー後、カナダ各地やアメリカ中西部を転戦してキャリアを積み、1960年代初頭にはNWAの本拠地セントルイス地区にて、ルー・テーズ、ジョニー・バレンタイン、パット・オコーナー、カウボーイ・ボブ・エリスなどのトップスターと対戦した。
1965年、カルガリーのスタンピード・レスリングにてドン・レオ・ジョナサンを破り、カルガリー版のNWAカナディアン・ヘビー級王座を獲得。同年より太平洋岸北西部をサーキット・エリアとするPNW（パシフィック・ノースウエスト・レスリング）に進出して、6月18日にマッドドッグ・バションからNWAパシフィック・ノースウエスト・ヘビー級王座を奪取。以降、キャリア末期までPNWを主戦場に活動、フラッグシップ・タイトルである同王座には、ムーンドッグ・メインやダッチ・サベージらを下して通算7回戴冠した。
他地区でも精力的に活動し、スタンピード・レスリングでは1968年9月16日にアーチー・ゴルディーを破り、NWAカナディアン・ヘビー級王座の後継タイトルである北米ヘビー級王座を獲得。1970年はオーストラリアに遠征して、12月4日にキング・イヤウケアからIWA世界ヘビー級王座を奪取。1972年はテキサスのダラス地区に参戦、6月24日にレッド・バスチェンを破り、NWAテキサス・ヘビー級王座を獲得した。テキサスではラフファイターの称号であるブラスナックル王座にも戴冠、フリッツ・フォン・エリック、ベアキャット・ライト、ブル・カリー、ミル・マスカラス、ワフー・マクダニエルらと抗争するなどヒールとしてのステイタスを高めた。
1973年よりWWWFに登場。グラン・ウィザードをマネージャーに悪名を売り、チーフ・ジェイ・ストロンボーやトニー・ガレアなどの人気選手から勝利を収め、ブラックジャック・ランザやラリー・ヘニングと結託してアンドレ・ザ・ジャイアントとも対戦した。そして1973年12月1日、ペンシルベニア州フィラデルフィアにてペドロ・モラレスを破り、WWWFヘビー級王座を獲得。9日後の12月10日、ニューヨークのマディソン・スクエア・ガーデンでブルーノ・サンマルチノに敗れ短命王者に終わったものの、モラレス政権から第2次サンマルチノ政権への「橋渡し役」を担ったことで、彼の名はプロレス史に永久に刻まれることとなった。
その後も各地で活躍し、デトロイトではザ・シークと流血戦を展開。1975年3月にはデトロイトおよびトロントにてジャック・ブリスコのNWA世界ヘビー級王座に連続挑戦した。主戦場の一つであるトロントでは、翌1976年1月11日にもテリー・ファンクのNWA世界ヘビー級王座に挑戦したほか、1977年11月20日にはWWWFヘビー級王座返り咲きを狙って新王者スーパースター・ビリー・グラハムにも挑戦。1978年1月8日にはニック・ボックウィンクルのAWA世界ヘビー級王座にも挑むなど、当時の3大王座に再三挑戦した。
本拠地のPNWでは、1979年6月30日にロディ・パイパーを破り、パシフィック・ノースウエスト・ヘビー級王座への通算7回目となる最後の戴冠を果たす。1980年は久々にダラス地区に登場、ブルーザー・ブロディを相手にブラスナックル王座を争った。その後はPNWに定着し、ベビーフェイスに転向してバディ・ローズやロン・バス、ザ・シープハーダーズと抗争。1982年12月にはビリー・ジャックをパートナーにタッグ王座を獲得している。PNWではカラー・コメンテーターも兼任していた。1984年に現役を引退して、トロントでセキュリティ・ガードに転身した。
1997年6月19日、心不全により60歳で死去。2018年、WWE殿堂のレガシー部門に迎えられた。

### 日本での活躍
初来日は1966年12月、東京プロレスの旗揚げ第2弾（および最終シリーズ）となる『チャンピオン・シリーズ』に外国人エースとして参戦。14日に宮城県スポーツセンター、19日に東京都体育館にて、アントニオ猪木のUSヘビー級王座（同年10月の旗揚げシリーズで猪木がジョニー・バレンタインから奪取したタイトル）に連続挑戦した。
再来日となる1969年3月開幕の国際プロレス『ワールド選抜シリーズ』では、4月22日に大田区体育館にてビル・ロビンソンのIWA世界ヘビー級王座に挑戦。同シリーズではタンク・モーガンと組み、豊登&サンダー杉山のTWWA世界タッグ王座にも挑戦し反則負けを喫したが、反則絡みの判定を不服として日本組はタイトルを返上、スタージャック&モーガンと杉山&ラッシャー木村との間で王座決定戦が行われ、杉山&木村が新王者チームとなった。
1973年2月にはクラッシャー・スタージャック名義で全日本プロレスの『ジャイアント・シリーズ結集戦』に3度目の来日。しかし、ブルーノ・サンマルチノ、ハーリー・レイス、ボボ・ブラジル、パット・オコーナーら大物が参加した同シリーズでは目立った活躍は果たせず、同年12月のWWWF王座奪取は関係者を驚かせた。
翌1974年4月、「元WWWFヘビー級王者」という肩書のもと、新日本プロレスの『第1回ワールド・リーグ戦』に参加。外国人選手の招聘ルートがまだまだ脆弱だった当時の新日本にとっては大物中の大物であり、東京プロレス以来の猪木との再戦も注目された。公式戦では予選リーグを通過し決勝リーグに進出したが、戦績は振るわなかった（星野勘太郎とジート・モンゴルを下し、キラー・カール・クラップとは引き分けるも、猪木、坂口征二、マサ斎藤、ジ・インベーダーに敗退）。新日本プロレスには1979年2月開幕の『ビッグ・ファイト・シリーズ』にも、当初来日予定だったスパイロス・アリオンの代打として参戦しており、タイガー・ジェット・シンともタッグを組んでいる。これが通算5回目の最後の来日となった。

## 得意技
- ハート・パンチ[5]

相手の心臓部めがけて拳を叩き込むパンチ攻撃。オックス・ベーカーがリング禍を起こしたことで知られる。後にブライアン・アダムスも使用。
- ショルダー・クロー
- アトミック・ドロップ
- ベアハッグ

## 獲得タイトル
ワールド・ワイド・レスリング・フェデレーション / WWE
- WWWFヘビー級王座：1回[5][6]
- WWE殿堂（レガシー部門） : 2018年[24]

パシフィック・ノースウエスト・レスリング
- NWAパシフィック・ノースウエスト・ヘビー級王座：7回[10]
- NWAパシフィック・ノースウエスト・タッグ王座：8回（w / マッド・ラシアン、マイティ・ウルスス、ハル佐々木、トニー・マリノ、ダッチ・サベージ、プレイボーイ・バディ・ローズ、ビリー・ジャック×2）[23]

NWAオールスター・レスリング
- NWAカナディアン・タッグ王座（バンクーバー版）：2回（w / ダッチ・サベージ）[33]

スタンピード・レスリング
- NWAカナディアン・ヘビー級王座（カルガリー版）：3回[9]
- スタンピード北米ヘビー級王座：1回[11]

NWAビッグタイム・レスリング
- NWAブラスナックル王座（ダラス版）：2回[14]
- NWAテキサス・ヘビー級王座：1回[13]
- NWAテキサス・タッグ王座：1回（w / キラー・ブルックス）[34]

NWAウエスタン・ステーツ・スポーツ
- NWAブラスナックル王座（アマリロ版）：1回

メープル・リーフ・レスリング
- NWAインターナショナル・タッグ王座（トロント版）：1回（w / マン・マウンテン・キャンベル）[35]

ワールド・チャンピオンシップ・レスリング
- IWA世界ヘビー級王座（オーストラリア版）：1回[12]

ナショナル・レスリング・フェデレーション
- NWF北米ヘビー級王座：1回[24]